# Мозговий Олег Анатолійович
Олег Анатолійович Мозговий (нар. 24 березня 1982, УРСР) — український футболіст, нападник.

## Клубна кар'єра
Вихованець клубу «Схід» (Київ), за який виступав у 1998—1999 роках у ДЮФЛУ. Футбольну кар'єру розпочав у 1999 році в складі «Оболоні-2», яка виступала в аматорському чемпіонаті України. Влітку 1999 року виїхав до Угорщини, де підписав контракт з «Дунаферром», але одразу ж був відданий в оренду до іншого угорського клубу, нижчолігового «Єрда», де виступав до кінця року. У 2001 році повернувся до України й підписав контракт з дніпропетровським «Дніпром», але прибитися до першої команди не зумів, тому до кінця року виступав у фарм-клубах дніпропетровців, «Дніпрі-2» та «Дніпрі-3», де виступав до завершення 2001 року. На початку 2002 року підсилив склад ірпінського «Нафкому-Академія», де виступав в оренді до завершення контракту з «Дніпром». З 2004 року знову виступав за кордоном, де підписав контракт з литовським «Шилуте». Влітку 2004 року перейшов у «Каунас» (у жовтні того ж року виступав за фарм-клуб Каунаса, «Єгеряй»), а наступного року опинився в ізраїльському клубі «Хапоель» (Петах-Тіква). Потім знову повернувся в Україну, де грав у пляжному футболі. З 2006 по 2007 рік захищав кольори столичних клубів «Трансбуд» та «Плесо». З 2008 році знову повертається у футбол, виступає в чемпіонаті Києва за «Зірку».
У 2009 році знову виїжджає за кордон, цього разу до Узбекистану. В цій країні підписує контракт з клубом вищого дивізіону, самаркандським «Динамо». В узбецькій «вишці» зіграв 14 матчів та відзначився 4-а голами. На початку 2010 року знову повернувся до України, де підсилив ПФК ПФК «Олександрію». Дебютував за «професіоналів» 3 квітня 2010 року в програному (1:2) домашньому поєдинку 21-о туру Першої ліги проти алчевської «Сталі». Олег вийшов на поле на 65-й хвилині, замінивши Валерія Іващенка. На початку квітня 2010 року провів 2 поєдинки в футболці олександрійців, після чого залишив команду. Потім виступав в аматорському чемпіонаті України та чемпіонаті Київської області за вишгородський «Діназ». З 2016 по 2017 рік по одному сезону відіграв за «Сокіл» (Михайлівка-Рубежівка) та «Кристал» (Козин) з чемпіонату Київської області.

## Кар'єра в збірній
З 2006 року захищав кольори збірної України з пляжного футболу. У кваліфікаційних раундах до першого чемпіонату Європи з пляжного футболу став найкращим бомбардиром української команди.

## Досягнення

### Клубні
- Чемпіонат Угорщини
  -  Чемпіон (1): 2000

- А-ліга
  -  Чемпіон (1): 2004

- Кубок Тото
  -  Володар (1): 2005